# Dognecea, Caraș-Severin
Dognecea este satul de reședință al comunei cu același nume din județul Caraș-Severin, Banat, România.

## Vezi și
- Biserica romano-catolică din Dognecea